# Hendrik Conscience
Hendrik Conscience (Anversa, 3 dicembre 1812 – Bruxelles, 10 settembre 1883) è stato uno scrittore belga di lingua olandese.

## Biografia

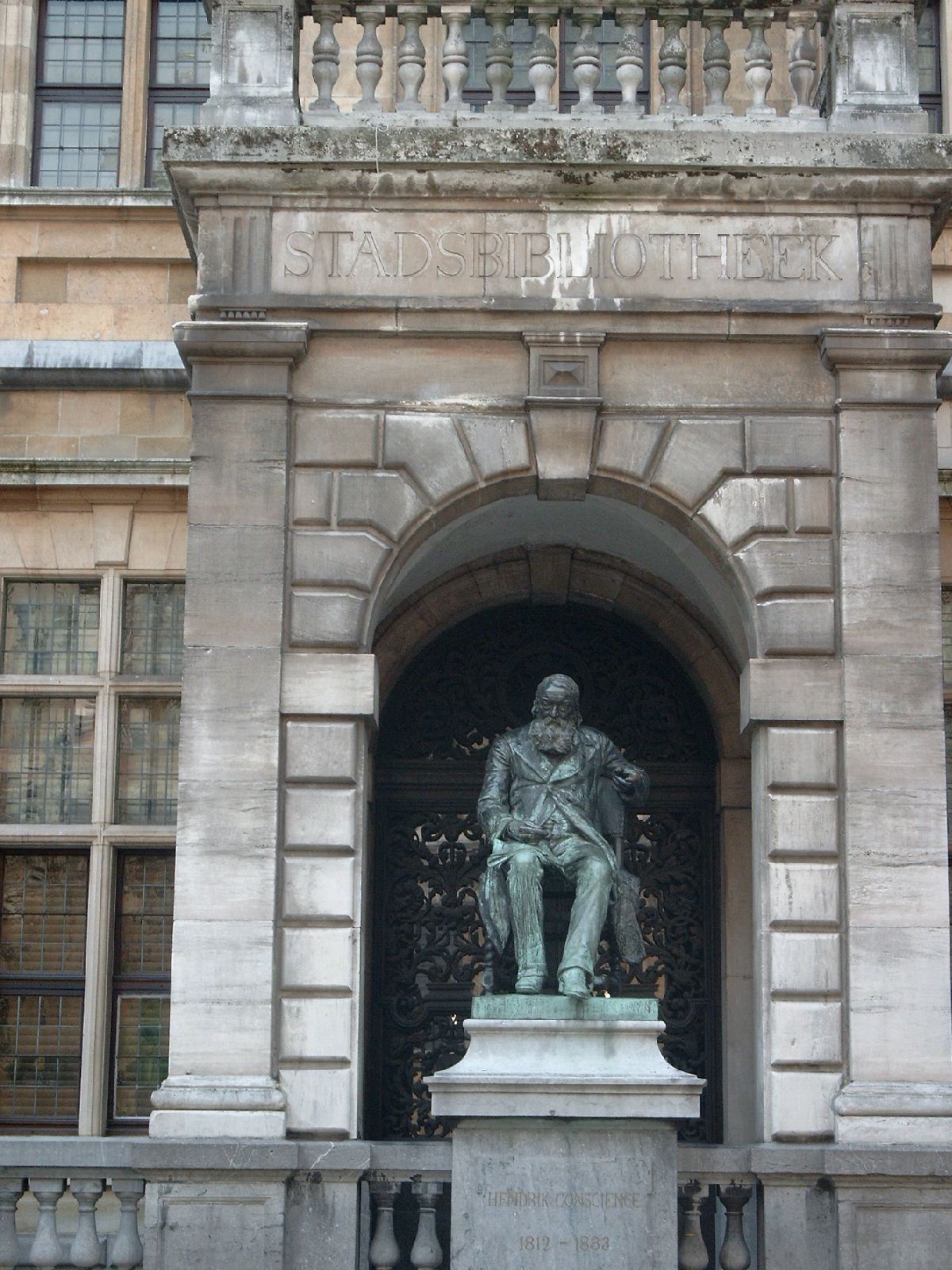
Hendrik Conscience

A causa della sua debolezza fisica e della sua salute cagionevole, fu costretto a trascorrere i primi sette anni della sua vita su una sedia a rotelle. La madre, che gli stava al fianco come un angelo custode, cercava di sollevarlo d'animo raccontandogli le antiche storie tradizionali anversesi. Ciò permise al giovane Hendrik di sviluppare rapidamente intelletto e fantasia e, quando ebbe la forza per scendere in strada, divenne il cantastorie preferito dei suoi compagni di giochi. Hendrik apprese poi le basi della sua cultura grazie al padre, nel cui giardino il figlio poté diventare esperto di piante e fiori e più tardi ammiratore delle meraviglie della natura. L'istruzione ricevuta in una scuola privata del sobborgo anversese di Borgerhout fu piuttosto limitata, ma grazie ai suoi immensi sforzi autodidatti il giovane Hendrik poté ad un certo punto diventare assistente presso la stessa scuola. Dopo aver seguito lezioni particolari di inglese, Hendrik si trasferì ad Anversa per migliorare il proprio francese. Nella metropoli fiamminga sarebbe in seguito divenuto maestro in diverse scuole di prestigio.
Allo scoppio della rivoluzione antiolandese del 1830 Hendrik si lasciò convincere da un brusselese facinoroso ad imbracciare le armi. Il 18 settembre 1830 si arruolò come volontario per una ferma di due anni, che il 7 aprile 1831 furono commutati in cinque anni. Dopo una carriera da caporale, furiere, sergente-maggiore ed infine insegnante presso la scuola di reggimento, venne congedato il 21 maggio 1836. Già dall'anno prima Conscience era entrato in corrispondenza con alcuni amici di penna anversesi. Al suo rientro in città divenne membro della camera di retorica (circolo letterario) Il ramoscello di ulivo (De Olijftak) e da quel momento in poi profuse tutti i propri sforzi per evolvere da rimatore francofono, qual era stato fino ad allora, in scrittore nazional-popolare. In realtà la sua carriera si rivelò lunga e pesante. Dal momento che non aveva mezzi di sostentamento, il suo amico e pittore Gustaaf Wappers gli procurò un posto da traduttore presso l'amministrazione provinciale.
A causa della sua passione filofiamminga fu costretto a lasciare quel lavoro abbastanza presto. Per necessità lavorò un certo periodo come giardiniere, ma a poco a poco i suoi libri cominciarono a riscuotere sempre più consensi e Wappers, in quanto amministratore dell'Accademia di Belle Arti di Anversa, riuscì a farlo nominare suo cancelliere. Anche in quel caso non mancarono le difficoltà. Dopo che Wappers fu costretto a lasciare il suo incarico all'Assemblea, anche Conscience decise di dimettersi il 3 febbraio 1854. I suoi amici ed ammiratori anversesi decisero tuttavia di organizzare feste ed incontri in suo onore, durante i quali lo scrittore poté dar prova delle sue doti oratorie. Fu un duro colpo per il mondo artistico anversese quando il governo belga decise il 6 gennaio 1857 la nomina di Conscience a commissario di arrondissement a Courtrai (Fiandre occidentali). In quella cittadina isolata al confine con la Francia Conscience rimase fino al 10 settembre 1868, giorno in cui venne nominato custode dei musei reali di pittura e scultura a Bruxelles. Fu durante i suoi anni al Wiertzmuseum che i Paesi Bassi celebrarono la pubblicazione del suo centesimo lavoro. Conscience non poté per ragioni di salute assistere all'inaugurazione della statua a lui dedicata ad Anversa il 13 agosto 1883. Morì il 10 settembre 1883. Sei giorni dopo, il suo corpo imbalsamato venne seppellito con funerali solenni nel cimitero di Kielkerkhof ad Anversa. Il 19 settembre 1886 sulla sua tomba venne scoperto un cippo commemorativo.

## Opere (selezione)
- La rivoluzione del 1830 (De omwenteling van 1830), 1858
- Il coscritto (De loteling, da cui è stato tratto un film)
- Il leone delle Fiandre (De Leeuw van Vlaanderen, scritto nel 1838 ed adattato per il cinema dallo scrittore fiammingo contemporaneo Hugo Claus).

Conscience probabilmente si ispirò per il suo Leone delle Fiandre alla pittura La battaglia della Groeninge (De Groeningeslag) di Nicaise de Keyser. Nel romanzo Conscience narra della Battaglia degli speroni d'oro (de Guldensporenslag) che fa da sfondo alle avventure amorose tra Machteld, figlia del conte di Fiandra Robrecht III di Béthune, con il cavaliere Adolf van Nieuwlandt. A Conscience è stato spesso rimproverato di essere preso troppe libertà rispetto alla verità storica. Robrecht III appare nel libro, per esempio, come salvatore dell'esercito fiammingo sul campo di battaglia laddove in realtà egli rimase per tutta la durata dello scontro in mani francesi. Certo è che Conscience aveva consultato una ventina di fonti storiche, aveva visitato il luogo della battaglia e aveva contattato alcuni esperti di storia medievale. Si era piuttosto lasciato sviare dagli errori contenuti nelle cronache medievali. Nell'opera Storia del Belgio (Geschiedenis van België), che pubblicò nel 1845, Conscience provvide a correggere alcuni errori, ma a volte troppo radicalmente. Presentò Robrecht come un disprezzatore del popolo fiammingo sebbene sia secondo alcuni da attribuire allo stesso Robrecht il fatto che le odierne province belghe delle Fiandre orientali ed occidentali non siano finite alla Francia. A seguito del grande successo del Leone delle Fiandre Conscience ottenne l'appellativo di "colui che insegnò a leggere al suo popolo" ("de man die zijn volk leerde lezen"). Il libro contribuì inoltre sensibilmente alla formazione di una coscienza e di un'iconografia nazionale fiamminga nel XIX secolo e alla crescita del nazionalismo fiammingo, il cosiddetto Movimento Fiammingo (Vlaamse Beweging), nel corso del XX secolo.
Tra le altre opere di Conscience si ricordano: 
- Nell'anno miracoloso 1566 (In 't Wonderjaer 1566), 1837
- Storia del conte Hugo van Craenhove e del suo amico Abulfaragus (Geschiedenis van graaf Hugo van Craenhove en van zijnen vriend Abulfaragus), 1845
- Ludovico e Clotilde (Hlodwig en Clothildis), 1845
- Simon Turchi, 1859
- I ragazzi delle Fiandre (De Kerels van Vlaanderen), 1871
- Everard 't Serclaes, 1874
- Come si diventa pittore (Hoe men schilder wordt), 1843
- Houten Clara, 1850
- La piaga dei villaggi (De plaeg der dorpen), 1855
- Il diavolo del denaro (De geldduivel), 1856
- Il sepolcro di ferro (Het ijzeren graf), 1860
- I cittadini di Darlingen (De burgers van Darlingen), 1869
- Bella Stock, 1861
- La terra dell'oro (Het goudland), 1862
- Uno, O troppo (Eene O te veel), 1872
- Una voce dal sepolcro (Een stem uit het graf), 1872
- La famiglia di un marimanio (Een zeemanshuisgezin), 1872
- Una questione confusa (Eene verwarde zaak), 1874
- Rikke-tikke-tak, 1845
- Roza la cieca (Blinde Roza), 1850
- Baes Gansendonck, 1850
- Il povero nobile (De arme edelman), 1851
- La nonna (De grootmoeder), 1853
- La statua di legno

Altre opere: 
- Storia del Belgio (Geschiedenis van België), 1845
- Qualche pagina dal libro della natura (Eenige bladzyden uit het boek der natuer), 1846
- Discorsi (Redevoeringen), 1858
- Storia della mia giovinezza (Geschiedenis mijner jeugd) (1888; 2ª ediz. 1978, cura e introduzione di Marnix Gijsen)